# Tiere helfen Menschen
Der Verein Tiere helfen Menschen e.V. (THM) wurde 1987 in Würzburg gegründet. Ziel des Vereins ist es, alten, kranken, behinderten und benachteiligten Menschen in der Therapie mit Tieren zu helfen. Mit den Tierbesuchsdiensten unterstützt der Verein ehrenamtlich Ärzte, Therapeuten, Pädagogen und Pfleger bei ihrer Arbeit.
Heute ist der Verein mit Sitz in Würzburg Deutschlands größter Verein für die Therapie mit Tieren und in über 70 Regionalgruppen mit 1100 aktiven Mitgliedern in Behinderten-, Alten- und Kinderheimen sowie zahlreichen anderen Projekten und Einrichtungen aktiv. Der ehemalige Vereinsvorsitzende Graham Ford († 2015), wurde aufgrund der Erfolge des Vereins 2007 mit dem Bundesverdienstkreuz ausgezeichnet.
Seine Motivation und Philosophie fasst der Verein „Tiere helfen Menschen e.V.“ in folgenden Worten zusammen:
Es ist durchaus keine neue Erkenntnis, dass Tiere positive Auswirkungen auf unsere Gefühlswelt, auf verschiedene physiologische Funktionen unseres Körpers und damit letztendlich auf unsere Gesundheit haben können. Allein die Anwesenheit eines Tieres im selben Raum führt zu einer Senkung des Blutdrucks und zu einer Verringerung von Stressempfindungen.
Tiere fragen nicht nach Behinderungen oder sozialen Problemen, sie beantworten direkt die Liebe und Fürsorge, die Ihnen entgegengebracht wird. Das Streicheln eines Tieres vermittelt das Gefühl von Sicherheit, Kameradschaft, Konstanz und Intimität und trägt zum physischen und psychischen Wohlbefinden bei.

## Aufgaben und Ziele
Der Verein verfolgt ausschließlich und unmittelbar gemeinnützige Zwecke. Ziel des Vereins ist die Förderung der positiven gesundheitlichen Auswirkungen von Heim- und Haustieren auf Menschen. Das Vereinsziel wird in verschiedenen Aufgabenbereichen realisiert:
- Besuchsprogramme mit Tieren in sozialen Einrichtungen
- Tiergestützte Aktivitäten, Pädagogik und Therapie begleitende Tätigkeiten
- Forschung und Lehre
- Förderung der Heim- und Haustierhaltung im Sinne des Vereinsziels

## Besuchsprogramme mit Tieren in sozialen Einrichtungen
Die Mitglieder besuchen mit ihren Haustieren Menschen in Alten- und Pflegeheimen, in Krankenhäusern und Schulen, Kinderheimen sowie Behinderteneinrichtungen. Zum größten Teil findet der Besuch mit Hunden statt. Allerdings gibt es auch Projekte mit Stations- und Wohngruppenkatzen, -Vögeln, Meerschweinchen, Hasen, Pferden etc. Bei der Wahl der Einrichtung werden das Temperament und das Alter des Tieres sowie die Interessen und Neigungen der Mitglieder (alte Menschen, Kinder, Behinderte etc.) berücksichtigt.
Der Besuch selbst (in der Regel einmal wöchentlich) kann verschieden gestaltet werden. Meist werden Einzelpersonen in ihrem Zimmer oder kleine Gruppen in einem Aufenthaltsraum besucht. Außer den Programmpunkten Streicheln und Füttern können auch Gegenstände apportiert, Kunststückchen vorgeführt oder ein Spaziergang gemacht werden.
Ein weiteres Aufgabenfeld der Besuchsdienste ist die Förderung der positiven Wirkung von Tieren auf Kinder und Jugendliche. Zum Beispiel das Projekt „Lesehund“ hilft Kinder mit Leseschwäche, indem sie einem Hund Geschichten vorlesen. Auch auf hyperaktive und verhaltensauffällige Kinder sowie Kinder mit Konzentrations- und Integrationsproblemen können Tiere eine positive Wirkung haben. Ein weiteres Anliegen des Vereins „Tiere helfen Menschen e.V.“ ist die Aufnahme des Themas „Heimtierhaltung“ als Unterrichtsfeld in den Schulen.

## Unterstützung von tiergestützten Aktivitäten, Wissenschaft und Forschung, Pädagogik und Therapie
Der Verein unterstützt Ärzte, Therapeuten und Pädagogen in ihren Bemühungen, Tiere im jeweiligen Berufsfeld einzusetzen. Zum Beispiel bei dem Projekt „Schulhund“, setzt sich der Verein dafür ein, dass Lehrer Ihre Hunde, mit der entsprechenden Eignung, zum regulären Unterricht mitbringen. Hier konnten auch schon die ersten positiven Erfahrungen über den Einfluss auf das Sozial- und Lernverhalten nachgewiesen werden.
Ärzte und Therapeuten in Kliniken und Privatpraxen, wo oft der Einsatz von eigenen Tieren nicht praktikabel ist, werden von „Besuchstieren“ und deren Begleitern assistiert. Wo eigene Tiere eingesetzt werden sollen, hilft der Verein mit Beratung und stellt Kontakte zu gleichgesinnten Kollegen her. Um Letzteres zu verstärken, organisiert ThM regelmäßig „Fachkreise“, wie „Heilmittelerbringer“ (Logopäden, Ergo- und Physiotherapeuten), „Schulhund“ und „Soziale Tierhöfe“ (Hofbesitzer und Einrichtungen die tiergestützte Ansätze mit landwirtschaftlichen Nutztieren anbieten).
Weitere Fachkreise gibt es zu spezifischen Themen, wie Hospiz, Wachkoma, Tiere im Gefängnis,
Autismus, Psychologie/Psychiatrie und Assistenzhunde.

## Forschung und Lehre unterstützen
Durch die Mitglieder seines wissenschaftlichen Beirats sowie andere Wissenschaftler und Praktiker auf dem Gebiet der tiergestützten Intervention bietet der Verein regelmäßig aktuelle, praxisnahe Seminare zu Themen „Alte Menschen und Tiere“, „Kinder und Tiere“ und „Menschen mit Behinderungen und Tiere“.
Dank des umfangreichen Archivs von wissenschaftlichen Arbeiten und Vorträgen ist der Verein wiederum in der Lage, interessierten Studenten und Jungwissenschaftlern kostenfrei Informationen für Diplom- und Dissertationsarbeiten zur Verfügung zu stellen. Tiere helfen Menschen hat dadurch bei der Entstehung von über 1000 wissenschaftlichen Arbeiten mitgeholfen. Auch viele ehrenamtliche Mitglieder haben bei diesen Untersuchungen mitgewirkt.

## Gemeinnützigkeit
Der Verein finanziert seine Arbeit aus Mitgliedsbeiträgen, Spenden, Zuschüssen und Vermächtnissen. Der Verein ist als gemeinnützig anerkannt.